# Oberdreisbach-Höhe
Oberdreisbach-Höhe ist ein Ortsteil der Gemeinde Much im Rhein-Sieg-Kreis.

## Lage
Oberdreisbach-Höhe liegt nördlich von Marienfeld. Nachbarorte sind Oberdreisbach im Osten und Vogelsangen im Westen.

## Geschichte
Der Ort entstand in den 1970er Jahren als Wochenendhaus-Siedlung, wurde inzwischen aber zum normalen Wohngebiet erklärt.